# Humphrey de Bohun, 4. Earl of Hereford

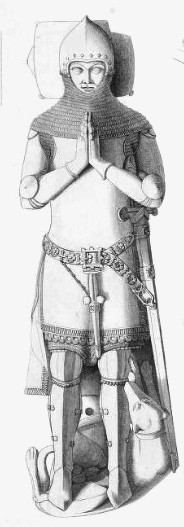
Humphrey de Bohun, 4. Earl of Hereford. Zeichnung von 1841 einer Skulptur in der Kathedrale von Hereford

Humphrey de Bohun, 4. Earl of Hereford, auch Humphrey VII. de Bohun (* um 1267; † 16. März 1322 bei Boroughbridge) war ein englischer Magnat. Seine wechselnde politische Loyalität sowie sein tragisches Ende gelten als typisch für die schwierige Herrschaft des englischen Königs Eduard II.

## Herkunft
Humphrey VII. de Bohun entstammte der anglonormannischen Adelsfamilie Bohun. Er war der einzige Sohn von Humphrey de Bohun, 3. Earl of Hereford und von Maud de Fiennes, einer Tochter des französischen Adligen Enguerrand, Seigneur de Fiennes. Nach dem Tod seines Vaters leistete er am 16. Februar 1299 König Eduard I. den Lehnseid und erbte von seinem Vater dessen umfangreichen Besitzungen, Titel und das Amt des Constable of England. Neben dem Titel Earl of Hereford trug er auch den Titel Earl of Essex.

## Magnat unter König Eduard I.
Zu seinem umfangreichen Grundbesitz gehörten Ländereien in England, vor allem in Essex und Wiltshire sowie Brecon, Huntingdon, Caldicot und Hay Castle in den Welsh Marches. Er galt als einer der mächtigsten englischen Barone und war am 10. September 1299 bei der Hochzeit des Königs mit Margaret of France in Canterbury zugegen. Während der schottischen Unabhängigkeitskriege nahm er 1300 an der Belagerung von Caerlaverock Castle teil. 1301 gehörte er zu den Baronen, die einen Beschwerdebrief an den Papst besiegelten. 
Am 14. November 1302 heiratete er in Westminster Abbey Elizabeth, die Witwe von Graf Johann von Holland und eine Tochter des Königs und von Eleonore von Kastilien. Für die Heirat musste er seine Besitzungen und seine Rechte als Earl und Constable dem König übergeben, der sie dann nach der Hochzeit ihm und seiner Frau gemeinsam zurückgab. Anders als bei Gloucester hätte Elisabeth die Besitzungen nicht an Kinder aus dieser zweiten Ehe vererben dürfen.
Am 22. Mai 1306 legte er beim Ritterschlag von Eduard von Caernarfon dem Thronfolger die Sporen an. Nachdem sich Robert the Bruce 1306 zum schottischen König gekrönt hatte, nahm Bohun von 1306 bis 1307 erneut an einem Feldzug nach Schottland teil. König Eduard I. übergab ihm Lochmaben Castle und weitere beschlagnahmte Besitzungen von Robert the Bruce in Annandale. Während des Feldzugs belagerte Bohun zusammen mit Thomas of Lancaster Kildrummy Castle. Nach der Eroberung der Burg gerieten Bruce Frau und weitere Mitglieder seiner Familie in Gefangenschaft.

## Angehöriger der Adelsopposition gegen Piers Gaveston

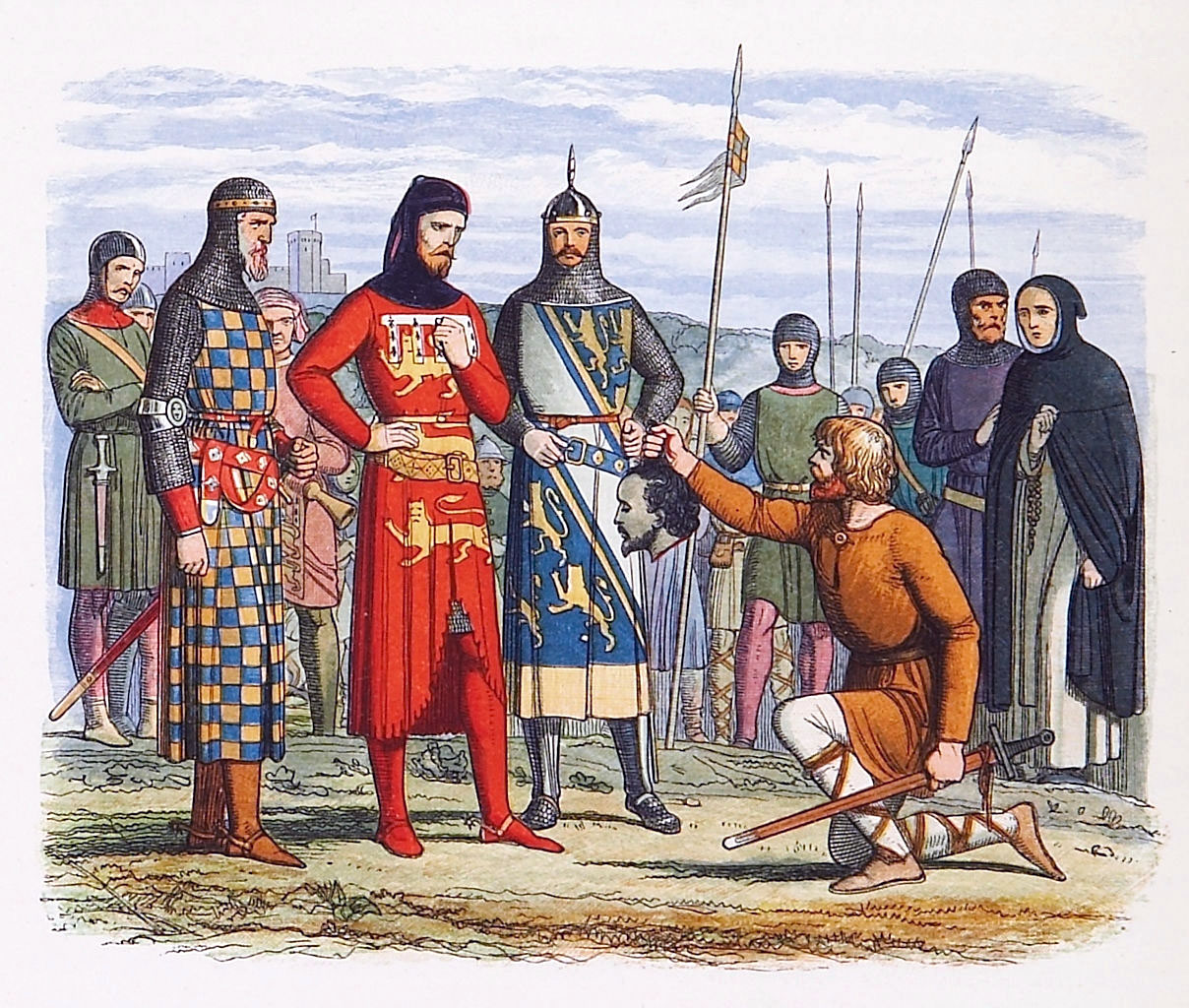
Arundel, Lancaster und Bohun betrachten den abgeschlagenen Kopf von Gaveston. Historisierende Darstellung von 1864

Nachdem König Eduard I. im Juli 1307 gestorben war, wurde sein Sohn Eduard von Caernarfon als Eduard II. neuer englischer König. Bohun war seinem jungen Schwager zunächst wohlgesinnt und bezeugte im August 1307 mit die Erhebung von Eduards Günstling Piers Gaveston zum Earl of Cornwall. In den nächsten Monaten war Bohun häufig am Königshof und nahm im Dezember 1307 am Turnier in Wallingford teil, wo er zu den Adligen gehörte, die von Gavestons Truppe geschlagen wurde. Als Bohun jedoch im Januar 1308 den König zu dessen Hochzeit mit Isabella von Frankreich nach Frankreich begleitete, schloss er sich der sich bildenden Adelsopposition gegen den König an, die das Boulogne Agreement verfasste. Bei der Krönung von Eduard II. und Isabella am 25. Februar 1308 trug er noch das Zepter mit dem Kreuz, doch im April 1308 gehörte er zu den Adligen, die unter Führung des Earl of Lincoln ihre Forderungen während des Parlaments an den König vorbrachten. Auch 1308 und 1309 weilte er häufig am Königshof. 1310 wurde er als einer der Lords Ordainer gewählt, die durch die Ordinances den königlichen Haushalt und die Regierung reformieren sollten. Am Feldzug nach Schottland von 1310 bis 1311 soll er wegen seiner Gegnerschaft zu Gaveston nicht teilgenommen haben. Der König entzog ihm darauf sein Amt als Constable of England, setzte ihn jedoch am 28. August 1311 wieder ein. Als Gaveston 1312 entgegen dem ausdrücklichen Verbot der Ordinances  aus seinem dritten Exil nach England zurückkehrte, gehörte Bohun zu den Magnaten, die nun militärisch gegen Gaveston vorgingen. Mit seinen Truppen bewachte er Ostengland, und nach Gavestons Gefangennahme kam Bohun nach Warwick Castle, wo er an den Beratungen teilnahm, die zu Gavestons Hinrichtung am 19. Juni 1312 führten.

## Aussöhnung mit König Eduard II.

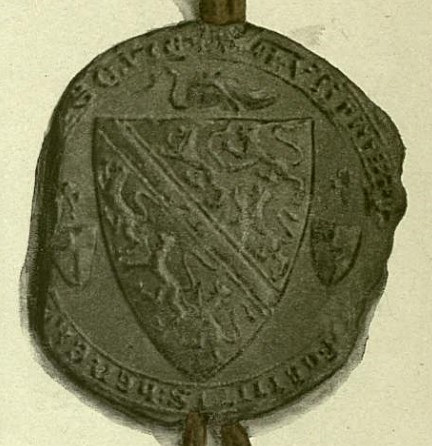
Siegel von Humphrey de Bohun, 4. Earl of Hereford

Anschließend beteiligte sich Bohun an den Verhandlungen mit dem König, der sich mit der Adelsopposition versöhnte und Bohun im Oktober 1313 verzieh. Im Juni 1314 nahm er am Feldzug des Königs gegen Schottland teil, bei dem das englische Heer in der Schlacht von Bannockburn eine vernichtende Niederlage erlitt. Zu Beginn des zweiten Tags der Schlacht hatte Bohun einen erbitterten Streit mit Gilbert de Clare, dem jungen Earl of Gloucester. Bohun führte mit Clare zusammen die englische Vorhut, doch sie sollen sich über ihre Rangstellung und damit über ihre Befehlsgewalt gestritten haben. Gilbert de Clare fiel kurz darauf bei einem ungestümen Angriff auf die schottischen Linien, was mit als Grund für die englische Niederlage gilt. Nach der Schlacht flüchtete Bohun mit anderen Adligen nach Carlisle, wo sie in Bothwell Castle Zuflucht suchten. Der Kommandant der Burg, ein gebürtiger Schotte namens Walter fitz Gilbert, lief jedoch zu den Schotten über und übergab die Burg mitsamt seinen Gästen. Bohun kam jedoch rasch wieder frei, da er gegen Elizabeth de Burgh, die Frau von Robert the Bruce ausgetauscht wurde, die seit der Eroberung von Kildrummy Castle 1306 in englischer Gefangenschaft gewesen war.
Von 1315 bis 1320 war Bohun wieder häufig am Königshof anwesend. Seine Aussöhnung mit dem König war wohl aufrichtig, da er am 2. Januar 1315 am Begräbnis von Gaveston in Kings Langley teilnahm. Am 11. Februar 1316 wurde er Befehlshaber der königlichen Armee, die die Rebellion von Llywelyn Bren im walisischen Glamorgan niederschlagen sollte. Bohun bat den König um Milde gegenüber Llywelyn Bren, nach Niederschlagung der Rebellion geriet er deshalb mit Hugh le Despenser in Streit, der Llywelyn Bren willkürlich hinrichten ließ. Später unterstützte Bohun die Witwe und die Kinder von Llywelyn Bren. 1316 gehörte Bohun erneut einem Komitee an, das den königlichen Hof und das Königreich reformieren sollte. 1318 war er bei den Verhandlungen zum Vertrag von Leake anwesend, bei dem eine Übereinkunft zwischen dem König und dem Earl of Lancaster geschlossen wurde. 1318 bis 1319 nahm Bohun erneut an einem Feldzug gegen Schottland teil.

## Gegner der Despensers und Rebellion gegen den König
Ab 1318 nahm der Einfluss des jungen Despenser und seines gleichnamigen Vaters auf den König enorm zu. Als Günstling des Königs begann Hugh le Despenser der Jüngere, zu Lasten der anderen Marcher Lords ein Territorium in Südwales aufzubauen. Als einer der mächtigsten Barone der Welsh Marches war Bohun der natürliche Anführer der anderen Barone, die sich gegen Despenser zusammenschlossen. Um 1320 kam es in Südwales zu einem Erbfolgestreit um die Baronie Gower. Auch Bohun hatte Interesse am Erwerb von Gower gezeigt, und nachdem der König entgegen den Rechten und Privilegien der Marcher Lords in den Streit eingegriffen hatte, wurde Bohun zum erbitterten Gegner des Königs. Am 30. Januar 1321 verbot ihm der König, an Versammlungen mit anderen Magnaten, besonders mit dem Arundel und Surrey, teilzunehmen. Vermutlich schloss Bohun kurz darauf ein Bündnis mit Lancaster. Da Bohun nicht zu einem Treffen mit dem Earl of Norfolk, dem Earl Marshal erschien, besetzte der König am 16. März 1321 Builth Castle, eine Burg Bohuns in Mittelwales. Der Konflikt eskalierte, und am 4. Mai begannen die Truppen von Bohun und der anderen Marcher Lords mit dem Despenser War, der Eroberung und Plünderung der Gebiete von Despenser in Wales. Der König musste schließlich dem Druck der Adelsopposition nachgeben und im August 1321 die Despensers verbannen, begann aber bereits im September 1321 einen militärischen Gegenschlag. Vor dem herannahenden königlichen Heer Bohun besetzte im Dezember Gloucester und brannte Bridgnorth mit der Brücke über den Severn nieder, um den königlichen Truppen den Weg nach Wales zu versperren. Daraufhin zog das königliche Heer am Ostufer des Severn weiter nordwärts und überquerte am 14. Januar 1322 den Fluss bei Shrewsbury, worauf sich zahlreiche der Marcher Lords ergaben. Bohun zog sich nach Pontefract Castle zurück, worauf der König am 23. Januar 1322 die Beschlagnahme seiner Ländereien anordnete. Lancaster, Bohun und die verbliebenen Rebellen flüchteten nach Nordengland, wo sie am 16. März 1322 in der Schlacht bei Boroughbridge von königlichen Truppen entscheidend geschlagen wurden. Bohun führte in der Schlacht die Infanterie der Rebellen in den Kampf um die Brücke über den River Ure. In der vordersten Schlachtreihe wurde er dabei von der Übermacht der gegnerischen Pikeniere getötet. Er wurde in der Dominikanerkirche von York begraben.

## Nachkommen
Aus seiner Ehe mit der Königstochter Elisabeth hatte Bohun elf Kinder:
1. Hugh de Bohun († 1305 als Kind)
2. Mary de Bohun († 1305 als Kind)
3. John de Bohun, 5. Earl of Hereford (1306–1336)
4. Humphrey de Bohun, 6. Earl of Hereford (1309–1361)
5. Edward de Bohun (um 1311–1334)
6. William de Bohun, 1. Earl of Northampton († 1360)
7. Eleanor de Bohun († 1363) ⚭ I 1327 James Butler, 1. Earl of Ormonde; ⚭ II Thomas Dagworth
8. Margaret de Bohun († 1391) ⚭ Hugh de Courtenay, 2. Earl of Devon
9. Edmund de Bohun ⚭ Maud de Bohun, 2. Baroness Segrave († um 1334)
10. Eneas de Bohun († vor 1343)
11. Isabella de Bohun († 1316)

Bei seinem Tod erbte sein Sohn John seine Titel und Besitzungen.